# NGC 2282
NGC 2282 é uma nebulosa na direção da constelação de Monoceros. O objeto foi descoberto pelo astrônomo Edward Barnard em 1886, usando um telescópio refrator com abertura de 6 polegadas. 